# La Joya, Chihuahua
La Joya är en ort i Mexiko.   Den ligger i kommunen Satevó och delstaten Chihuahua, i den nordvästra delen av landet, 1 200 km nordväst om huvudstaden Mexico City. La Joya ligger 1 487 meter över havet och antalet invånare är 263.
Terrängen runt La Joya är kuperad västerut, men österut är den platt.  Trakten runt La Joya är nära nog obefolkad, med mindre än två invånare per kvadratkilometer. La Joya är det största samhället i trakten. Omgivningarna runt La Joya är i huvudsak ett öppet busklandskap.